# Voûtement de la Senne

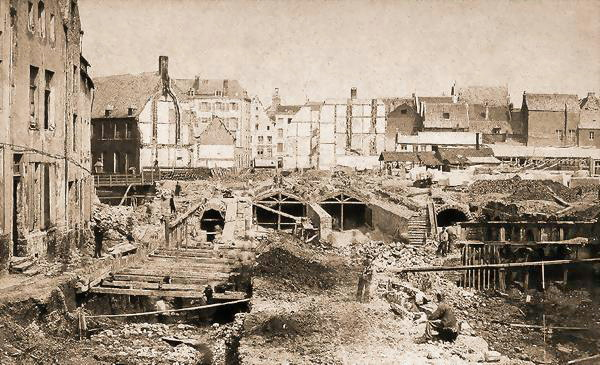
Début du chantier en 1867

La Senne, cours d’eau principal de Bruxelles et élément important de son histoire, devenu facteur d’insalubrité, a fait l’objet durant la seconde moitié du XIXe siècle d’un voûtement dans son parcours urbain, nécessitant d’importants bouleversements urbanistiques de la ville.

## La Senne à Bruxelles

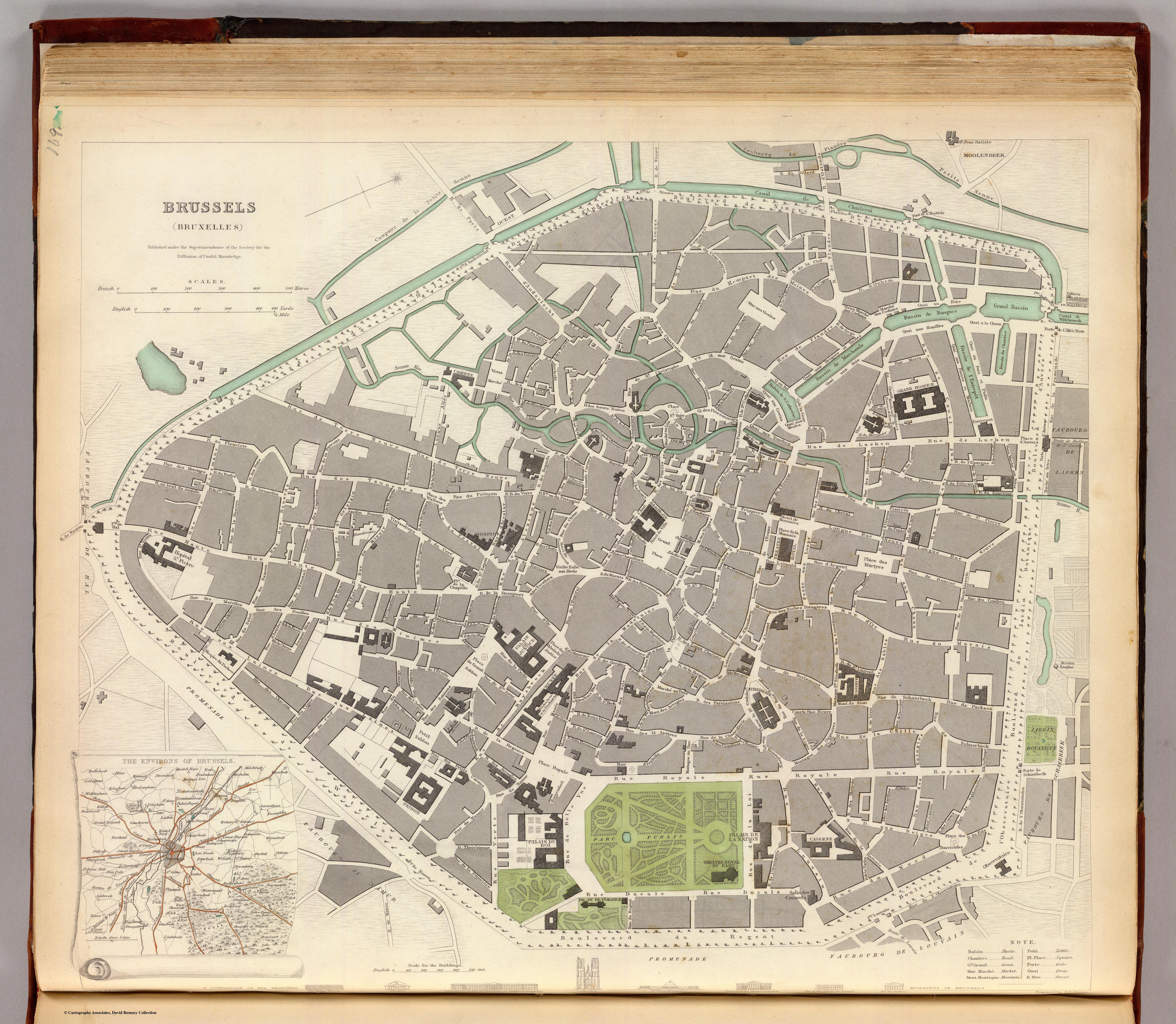
Plan de Bruxelles en 1837

Au début du XIXe siècle, en dehors du quartier royal réaménagé dans le haut de la ville principalement habité par la noblesse et la haute bourgeoisie, la ville a conservé une disposition médiévale de ruelles et d’impasses étroites. La moitié ouest du pentagone, le bas de la ville, populeux et industrieux, est situé dans la vallée de la Senne.
La rivière se divise en deux bras au niveau d’Anderlecht, pénétrant à l’intérieur du tracé des anciens remparts: pour l’un, par la Grande écluse, près de l’actuelle gare du Midi et pour l’autre, par la Petite écluse, au niveau de la porte de Ninove. Leur parcours sinueux à travers la ville forme deux îlots, dont le second est nommé la Grande île ou île Saint-Géry, à partir de laquelle ils confluent en un lit unique qui se poursuit vers le boulevard d’Anvers. Un chenal artificiel, la petite Senne, constitué par les anciens fossés extérieurs de la seconde enceinte, relie les deux bras en deçà des écluses, servant de dérivation, et longe le canal de Charleroi, avant de rejoindre le cours principal de la rivière au nord de la ville.  
Le cours d’eau a depuis longtemps perdu son utilité de voie navigable au profit des canaux. La Senne a toujours été une rivière au débit capricieux et aux débordements fréquents et la pression démographique de l’époque rend l’ampleur et les conséquences de ceux-ci de plus en plus dramatiques. Les écluses et la dérivation sont impuissantes, en période de forte pluie, à réguler le débit de la rivière, grossie par les nombreux ruisseaux qui coulent des hauteurs et dont le cours est entravé par les piles des ponts et les constructions faites sans contrôle. En période sèche, le débit est réduit par les prélèvements en amont de l’eau destinée aux besoins des habitants et par le détournement d’une partie des eaux de la rivière pour alimenter le canal ; il est alors insuffisant pour évacuer eaux usées, détritus et rejets qui y sont déversés par les industries installées dans les faubourgs. La Senne est devenue un égout à ciel ouvert à l’odeur pestilentielle.
Au début de la seconde moitié du siècle, des périodes de sécheresse, des inondations et une épidémie de choléra, causée par les conditions de misère (le manque d’hygiène, d’eau potable et de salubrité) dans lesquelles vit la population des bas quartiers, obligent les autorités de la province de Brabant et de la ville de Bruxelles à chercher le moyen d’assainir la Senne.

## Les projets d’épuration

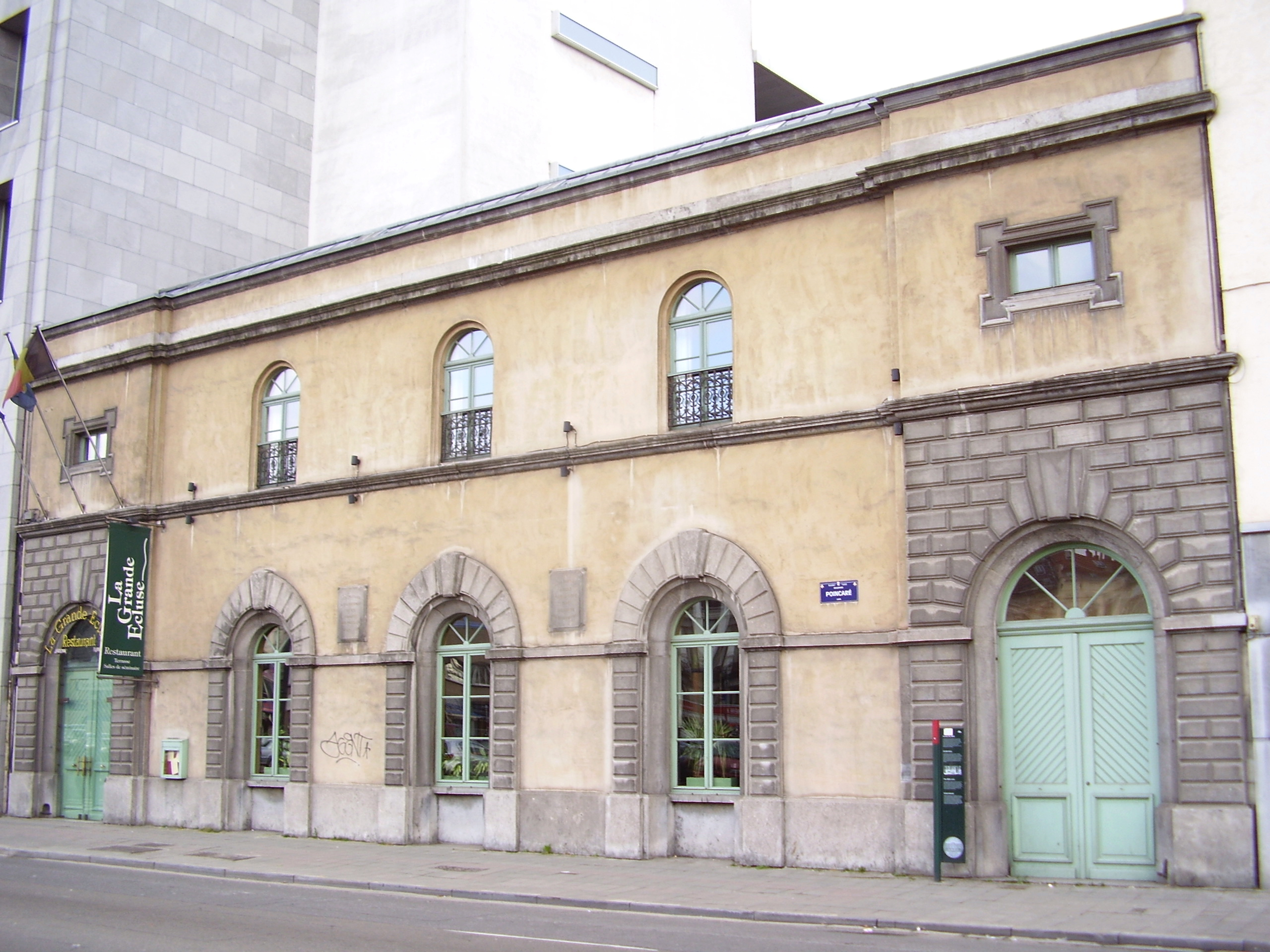
Bâtiment de la grande Écluse

Les premières études et propositions datent de 1859, durant les années suivantes différentes commissions d’ingénieurs seront mises en place pour les examiner. Plusieurs dizaines de projets, certains irréalisables, seront remis. Certains préconisent d’épurer la rivière en y amenant de grandes quantités d’eau et de l’aménager en améliorant le réseau de collecteurs d’égout, qui seraient soit immergés, soit placés sous de nouveaux quais. Il est aussi proposé de la détourner hors du centre en utilisant le bras extérieur de la petite Senne, lequel serait élargi.
Certains considérant l’épuration impossible remettent différents projets de voûtement de la Senne. L'un d’entre eux propose de doubler le collecteur souterrain par un tunnel ferroviaire, prémonitoire, l’idée venue trop tôt, préfigure la future jonction Nord-Midi.
C’est finalement au conseil communal qu’il appartient de désigner le projet final, c’est celui de l’architecte Léon Suys, soumis en 1865 et soutenu par le bourgmestre Jules Anspach qui sera choisi. Il s’agit, après avoir supprimé le bras secondaire de la Senne en fermant la petite écluse, de canaliser la rivière dans des conduits souterrains placés sous une suite de boulevards rectilignes de 30 mètres de large, en forme de Y, de la grande écluse, près de la gare du Midi au temple des Augustins (actuelle place De Brouckère), puis d’une part vers la gare du Nord (actuelle place Rogier), de l’autre vers le boulevard d’Anvers.

La Senne en surimpression sur le plan actuel de la ville

La détermination d'Anspach en faveur des plans de Suys n’est pas sans arrière-pensées. Bien au-delà du problème de l’assainissement de la Senne, le projet a l’avantage de répondre à plusieurs de ses préoccupations. Son ambition est de transformer profondément cette partie, insalubre, du bas de la ville en un centre d’affaires digne d’une capitale moderne. Il s’agit d’attirer vers le centre une population plus fortunée qui depuis le succès de la création du quartier Léopold et de l’avenue Louise se détourne des vieux quartiers en faveur des communes des faubourgs, ce qui cause un important manque à gagner fiscal pour la ville. La suppression des nombreuses ruelles et impasses du quartier, vues comme des entraves à l’hygiène et à la circulation, en faveur d’une large voie reliant les deux gares en pleine expansion, apparaît comme une nécessité et un facteur d’embellissement. Une loi récente votée au parlement permet l’expropriation par zones pour cause d’utilité publique, c’est-à-dire de vider de ses habitants, facilement et à bas prix, des quartiers entiers, bien au-delà des superficies strictement nécessaires aux travaux, ce qui permet de transformer l’entreprise en opération spéculative, la plus-value importante obtenue lors de la revente des terrains devant permettre de financer les travaux. Le sort des populations modestes chassées de leurs logements et forcées d’aller s’installer dans d’autres quartiers déjà surpeuplés, ou de quitter la ville pour les faubourgs, ne préoccupe pas grand monde à l’époque, d’autant plus qu’elles ne payent pas d’impôts et ne disposent pas du droit de vote.

## Le chantier

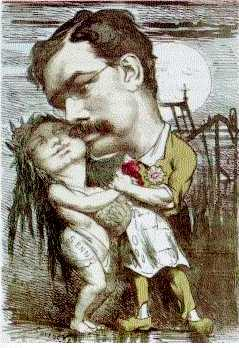
Anspach et la Senne, 1868

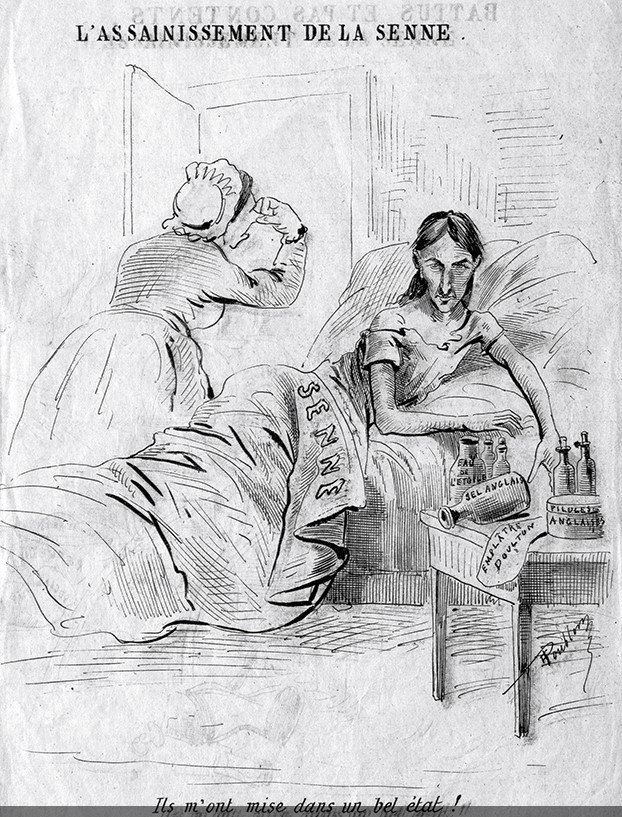
L'assainissement de la Senne. «Ils m’ont mise dans un bel état!»

En libéral convaincu, Anspach, qui craint les faiblesses et la rigidité de l’administration, confie la concession des travaux à une entreprise privée britannique. Le contrat est signé le 15 juin 1866 et l’expropriation des 1 100 premières maisons est achevée en quelques mois, le chantier peut commencer en février 1867. 
Mis à part les importants réseaux d’égouts construits en amont et en aval sur le territoire des communes limitrophes, le voûtement proprement dit dans sa traversée du pentagone a une longueur de 2,2 kilomètres. Il est constitué de deux collecteurs parallèles de 6 mètres de large chacun, et de deux égouts latéraux reprenant chacun les eaux usées d'une rive du cours d'eau, l’ensemble construit en briques maçonnées.
Depuis l’adoption du projet définitif, Jules Anspach doit faire face à de nombreuses oppositions et critiques. Elles sont venues tout d’abord des commissions d’ingénieurs pour qui le voûtement est difficilement réalisable à cause du sous-sol bruxellois, dangereux en raison de l’accumulation des gaz, et insuffisant pour absorber le débit lors des crues. L’opposition et la population se plaignent du coût des travaux et des hausses d’impôts qui en résultent, des nuisances, de la faible indemnisation des biens expropriés, de la manière dont le bourgmestre a usé pour imposer le projet et de l’absence d’adjudication publique des travaux. La presse l’accuse d’être le démolisseur du vieux Bruxelles et publie plusieurs caricatures. Les difficultés techniques qui retardent l’avancement du chantier, et surtout le scandale des détournements de fonds effectués par l’un des actionnaires de la compagnie britannique, ce qui forcera cette dernière à se retirer et la ville à reprendre la direction des travaux, le mettent en mauvaise posture. Il ne sera réélu que de justesse en 1869.
Le voûtement de la Senne est finalement inauguré le 30 novembre 1871 par le conseil communal ouvrant solennellement les vannes de la grande écluse reconstruites par Léon Suys.

## Les boulevards du centre

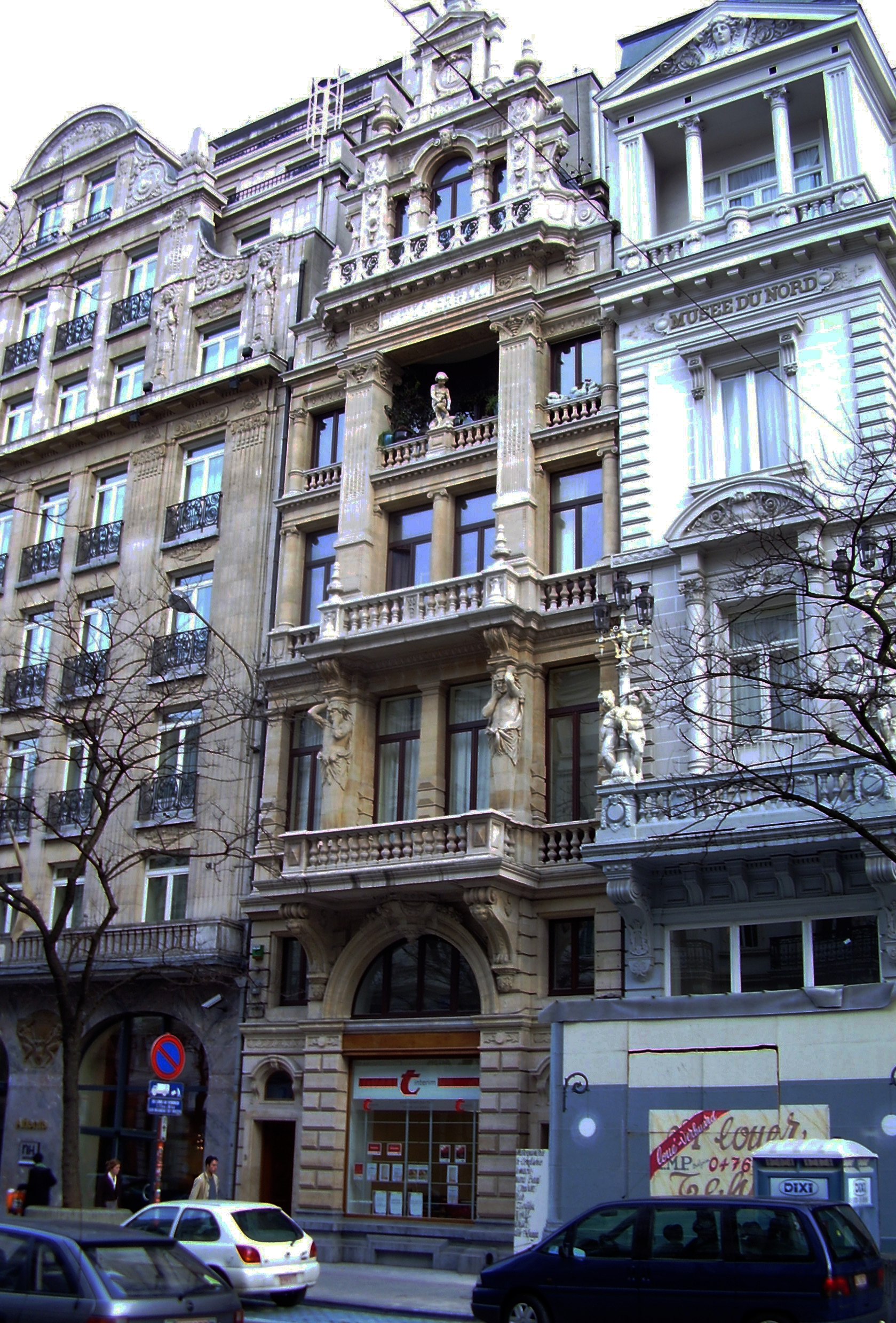
1er prix du concours de 1876 Henri Beyaert

La suite des boulevards, le boulevard du Hainaut (boulevard Lemonnier), le boulevard Central (boulevard Anspach), le boulevard du Nord (boulevard Adolphe Max) et le boulevard de la Senne (boulevard Émile Jacqmain) sont progressivement ouverts à la circulation de 1871 à 1873. 
Cette nouvelle voie de communication doit remplacer l’axe trop étroit composé de la rue du Midi, de la rue des Fripiers et de la rue Neuve, et donner un nouveau souffle aux quartiers du bas de la ville, transformés en nouveau quartier d’affaires. Dans ce but et pour attirer les investissements, on y bâtit des édifices publics, comme le prévoyait le projet de Léon Suys, la Bourse de commerce et les grandes Halles centrales, exemple remarquable d’architecture métallique, en remplacement des marchés en plein air dont l’hygiène laisse à désirer (détruites en 1958), la fontaine monumentale qui devait rompre la monotonie des boulevards au niveau de la place Fontainas, est abandonnée pour raison budgétaire. Le Palais du Midi est censé dynamiser le boulevard du Hainaut. 

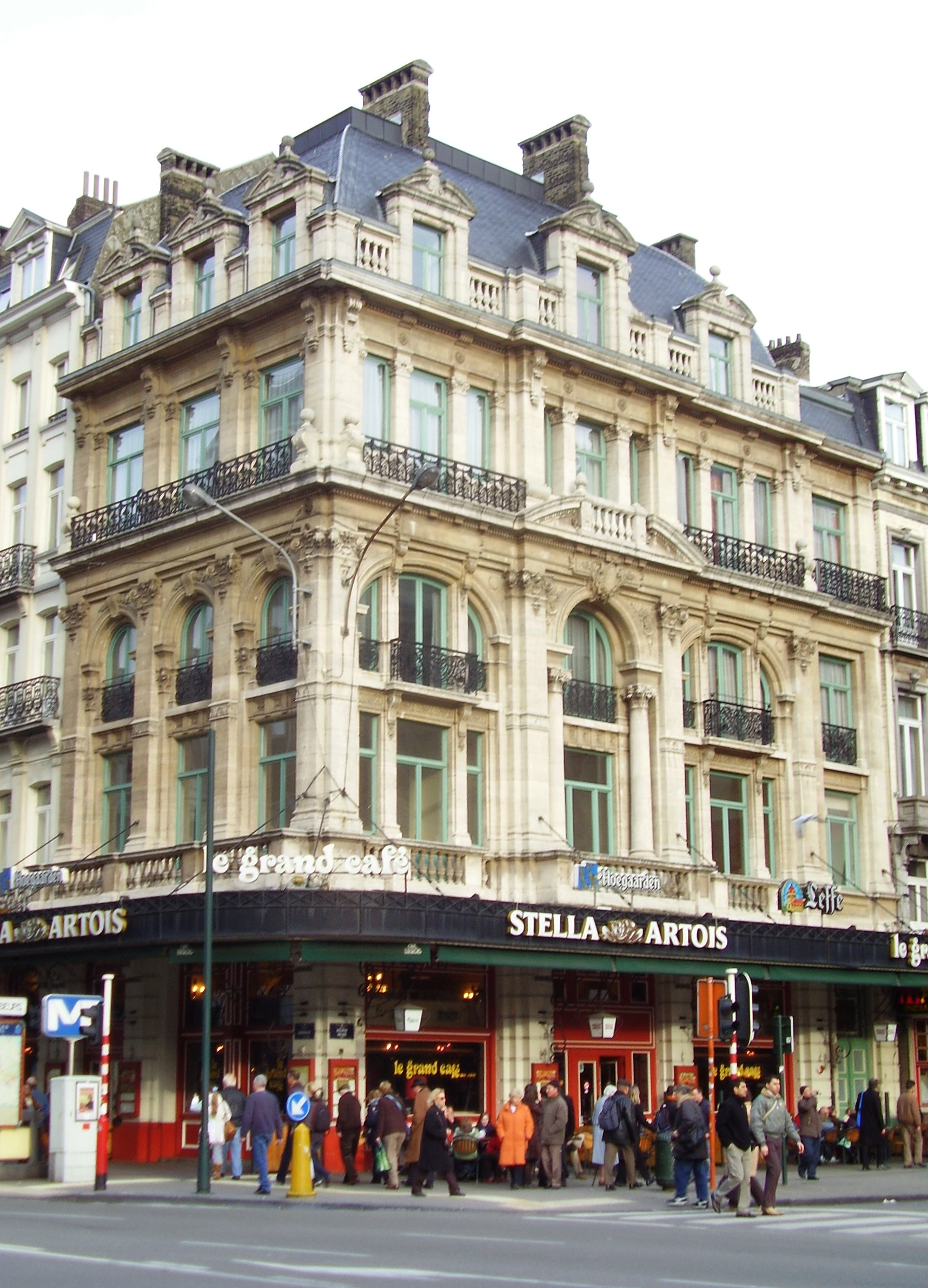
2e prix, Charles-Émile Janlet

L’édification d’immeubles privés sur les boulevards et aux alentours tarde à suivre. La haute bourgeoisie continue à préférer les nouveaux quartiers des faubourgs aux parcelles étroites du centre. Le prix de vente élevé des terrains, destiné à financer une partie des coûts des travaux, et les loyers importants qu’il suppose, n’est pas à la portée des classes sociales moins fortunées. De plus, la vie en appartement ne fait pas encore à cette époque partie des habitudes des Bruxellois qui lui préfèrent la maison unifamiliale. Les immeubles de rapport, construits par des entrepreneurs privés tardent à trouver acheteurs ou locataires.
Il faudra attendre 1895, pour voir les boulevards entièrement bordés d’immeubles.
Pour stimuler la construction et en garantir la qualité, il est décidé d’organiser des concours d’architecture dont le premier récompensera vingt immeubles, terminés avant le 1er janvier 1876. Le premier prix de 20 000 francs est attribué à la maison « Hier ist in den kater en de kat », boulevard du Nord, œuvre de Henri Beyaert.

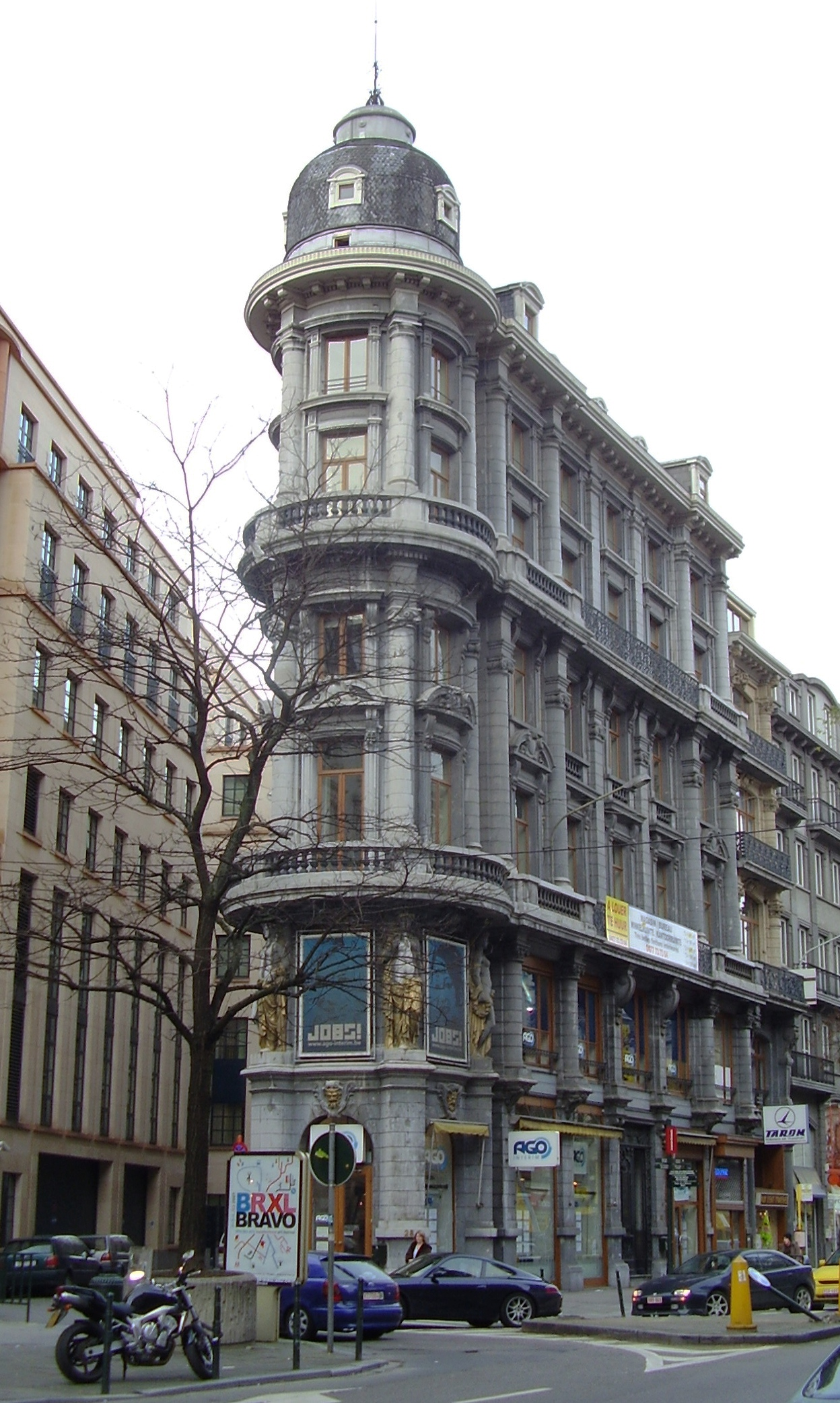
4e prix, A. Vanderheggen

L’ancienne église des Augustins, de style baroque, construite au début du XVIIe siècle et seul vestige du couvent des Augustins détruit en 1796 par les révolutionnaires français, a subi de multiples affectations. Après avoir été convertie en temple protestant de 1815 à 1830, elle servira de salle de concert et d’exposition, de bourse de commerce et de poste centrale.
Au centre de l’actuelle place de Brouckère, sa façade devait pour Léon Suys constituer le point de mire de la nouvelle perspective des boulevards. Contournée à grand frais par le voûtement, elle sera finalement démolie en 1893, son style n’étant plus au goût du jour, et sa présence jugée gênante. Elle sera remplacée par une fontaine dédiée à la mémoire de Jules Anspach. La façade de l'église sera démontée pierre par pierre et servira à la construction de l’église de la Sainte-Trinité dans le quartier 'Ten Bosch' d’Ixelles.

## Détournement de la Senne et assainissement
Si le voûtement réalisé au XIXe siècle a résolu les problèmes sanitaires et d’inondations dans la vieille ville, ce n’est pas le cas dans les communes périphériques. La Senne est toujours fortement polluée malgré les travaux d’égouttages et les déversoirs dans le canal ne suffisent pas à supprimer totalement les crues qui affectent encore régulièrement certains quartiers.
En 1930 est créé une société intercommunale dont l’objectif est de réaliser la canalisation de la Senne dans des collecteurs souterrains dans la quasi-totalité de sa traversée de l’agglomération bruxelloise. Dans le centre, la rivière sera détournée des boulevards centraux et longera le canal sous les boulevards extérieurs de la petite ceinture. Ralentis par la guerre et les travaux de la jonction Nord-Midi, l’ensemble ne sera terminé qu’en 1955.

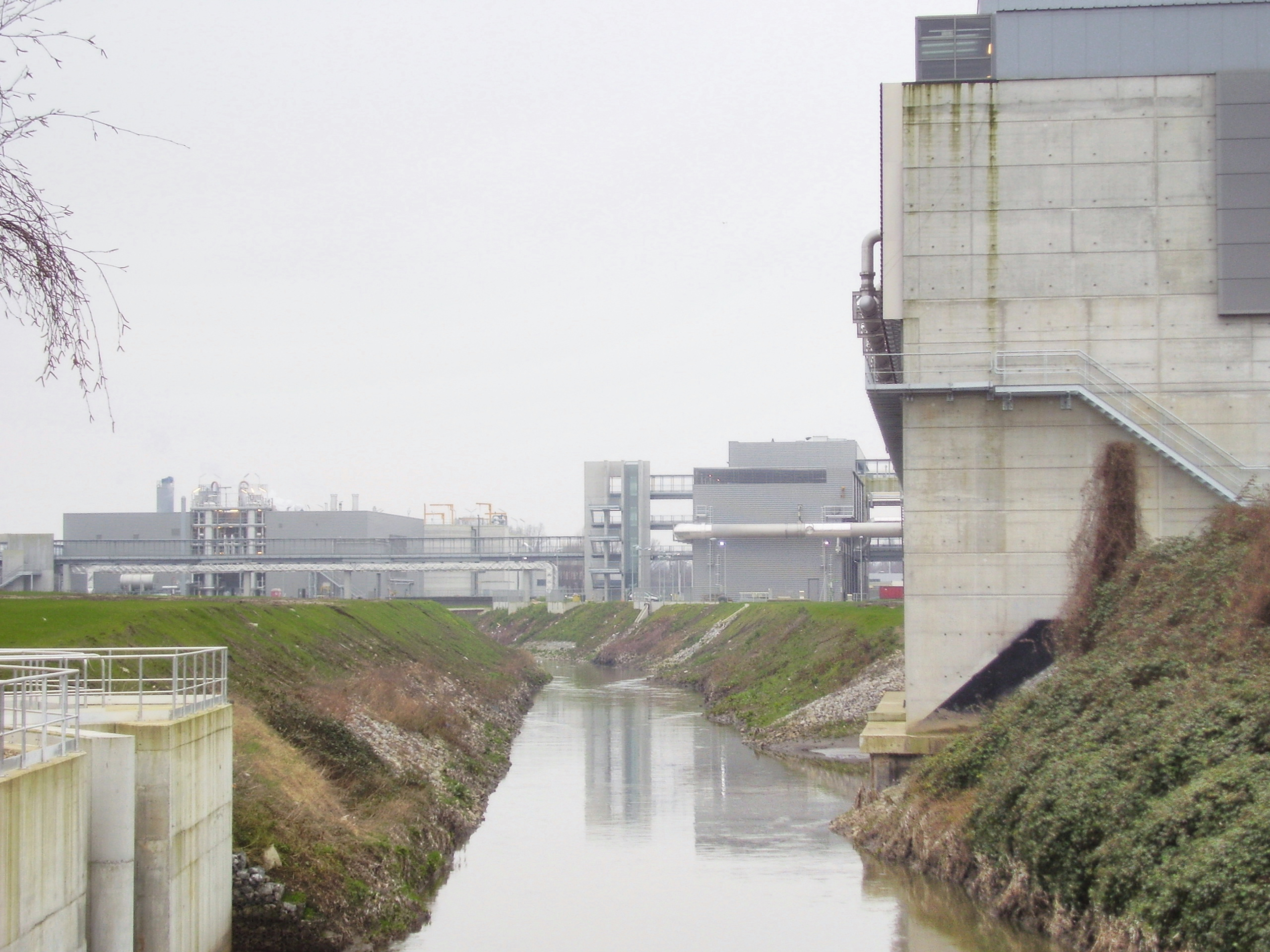
La Senne à la sortie de la station d'épuration nord

Les pertuis désaffectés des boulevards centraux faciliteront plus tard la réalisation, par-dessous, de la ligne Nord-Sud du prémétro, inaugurée en 1976. Le creusement de la ligne à partir des collecteurs a permis de limiter au maximum les nuisances en surface. Depuis, les anciens conduits servent de bassin d'orage. La fontaine Anspach sera déplacée dans le quartier des quais.
L’épuration des eaux usées de la Région de Bruxelles-Capitale ne sera réalisée qu’au XXIe siècle par la construction de deux stations d’épuration. La station sud qui traite les eaux rejetées par 360 000 habitants, et la station nord, mise en service en mars 2007 et située à la limite de la région, entre Senne et canal, qui est capable de traiter les eaux usées de 1 100 000 habitants et doit enfin permettre d’assainir la Senne, source d’une grande partie de la pollution de l’Escaut, en aval.

## Sources
- Thierry Demey: Bruxelles, chronique d’une capitale en chantier, Volume 1. Du voûtement de la Senne à la jonction Nord-Midi, Bruxelles, Paul Legrain/C.F.C.-Éditions, 1990, 343 p[3]

1. ↑  Site de la Sainte Trinité.
2. ↑  Station d’épuration Aquiris.
3. ↑  Présentation de l'ouvrage: Bruxelles, chronique d’une capitale en chantier.